# Radu Lupu
Radu Lupu (Galaţi, 30 de novembro de 1945 – Lausanne, 17 de abril de 2022) foi um pianista clássico romeno.

## Biografia
Começou a tocar piano com seis anos e deu seu primeiro concerto com doze anos, apresentando composições próprias. Na época da sua formação no Conservatório de Moscovo (1961-1969) foi premiado entre outros com primeiros lugares nas competições Van Cliburn International Piano Competition (1966) e Leeds International Pianoforte Competition (1969).
Desde então, trabalhou com diversas orquestras notórias. Em 1972, tocou nos Estados Unidos na Orquestra de Cleveland (maestro Daniel Barenboim) e na Orquestra Sinfônica de Chicago (maestro Carlo Maria Giulini). Em 1978 estreou no Festival de Salzburgo com a Orquestra Filarmônica de Berlim dirigida por Herbert von Karajan e tocou em 1986 no concerto de abertura do festival junto com a Orquestra Filarmônica de Viena dirigida por Riccardo Muti.
Em 1996 foi premiado com o Grammy Award (38º edição) na categoria Melhor performance instrumental de solista de música clássica (sem orquestra).
Lupu foi nomeado para dois Grammy Awards, vencendo um em 1996 pelo seu álbum de duas sonatas para piano de Schubert. Em 1995 Lupu ganhou um Edison Award por um disco com três obras para piano de Schumann. Também venceu o prémio Franco Abbiati em 1989 e 2006, e em 2006 o "Premio Internazionale Arturo Benedetti Michelangeli".
Faleceu em 17 de abril de 2022, em Lausanne, de doença prolongada.